# Sphaerodactylus mariguanae
Sphaerodactylus mariguanae este o specie de șopârle din genul Sphaerodactylus, familia Gekkonidae, descrisă de Cochran 1934. Conform Catalogue of Life specia Sphaerodactylus mariguanae nu are subspecii cunoscute.